# Krøderbanan

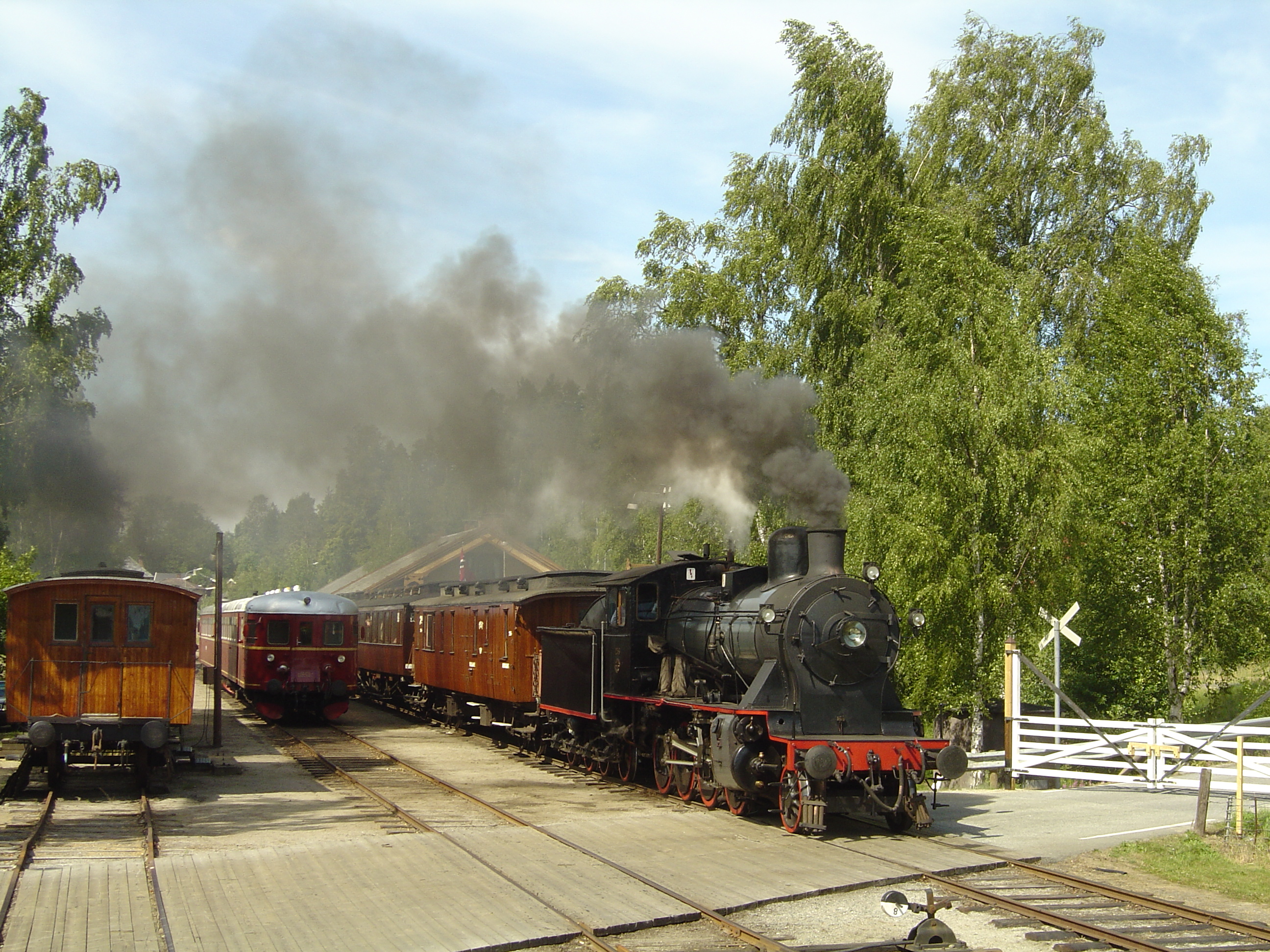
Tre museitåg på stationen i Krøderen.

Krøderbanan (norska: Krøderbanen) är en 26 kilometer lång museijärnväg i Buskerud fylke i Norge som går mellan tätorten Vikersund på Randsfjordbanan och tätorten Krøderen vid sjön Krøderen.
Byggandet av banan började 1870, och den smalspåriga linjen öppnades den 28 november 1872. Den byggdes om till normalspår 1909 i samband med öppningen av Bergenbanan. Persontrafiken upphörde den 19 januari 1958, medan godstrafiken fortsatte till den 1 mars 1985. Samma år beslutade Stortinget att Krøderbanan tillsammans med Krøderens station skulle bevaras som en museijärnväg.

## Bilder

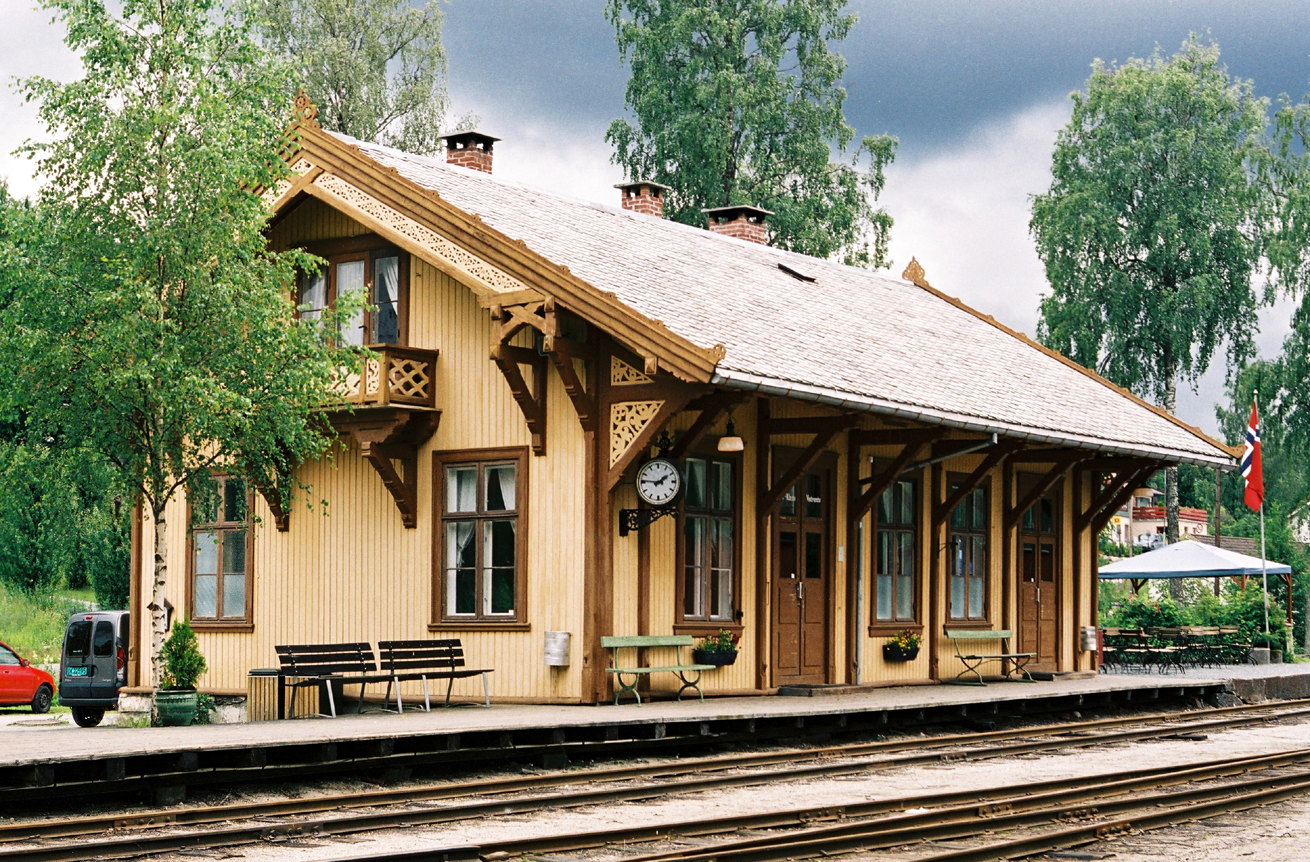
Krøderens station.
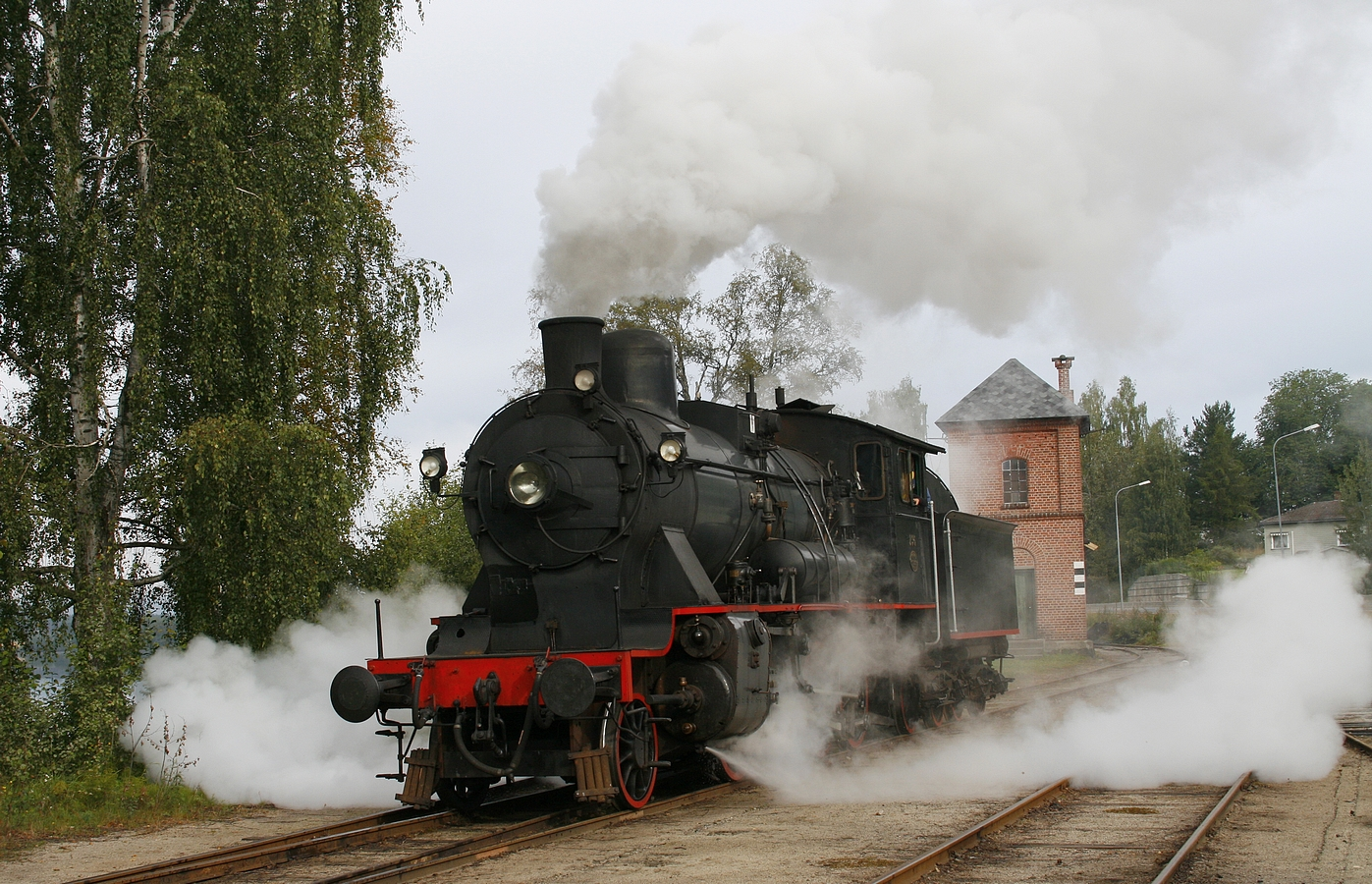
Ånglok typ 24.
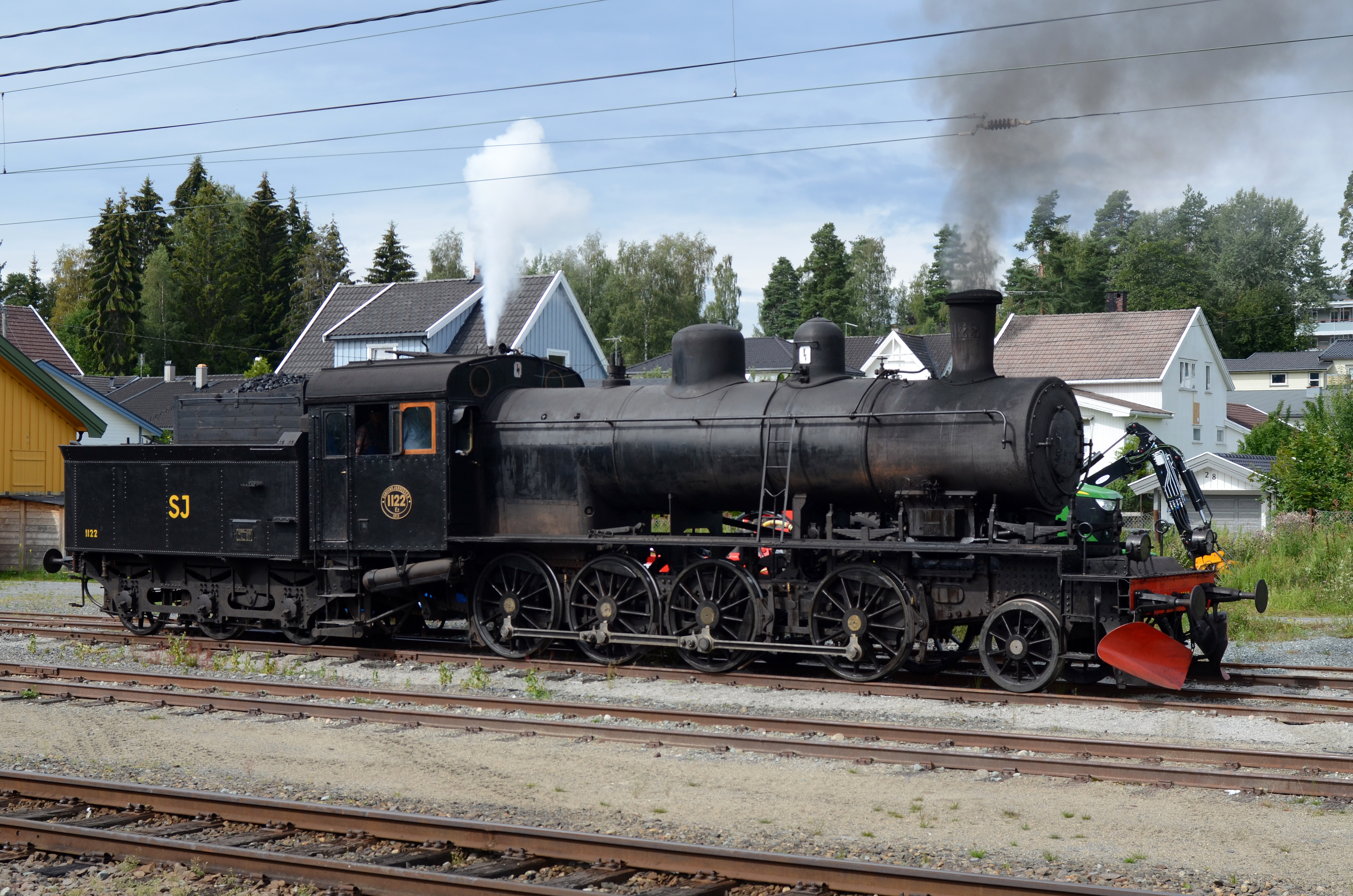
Ånglok typ E2.
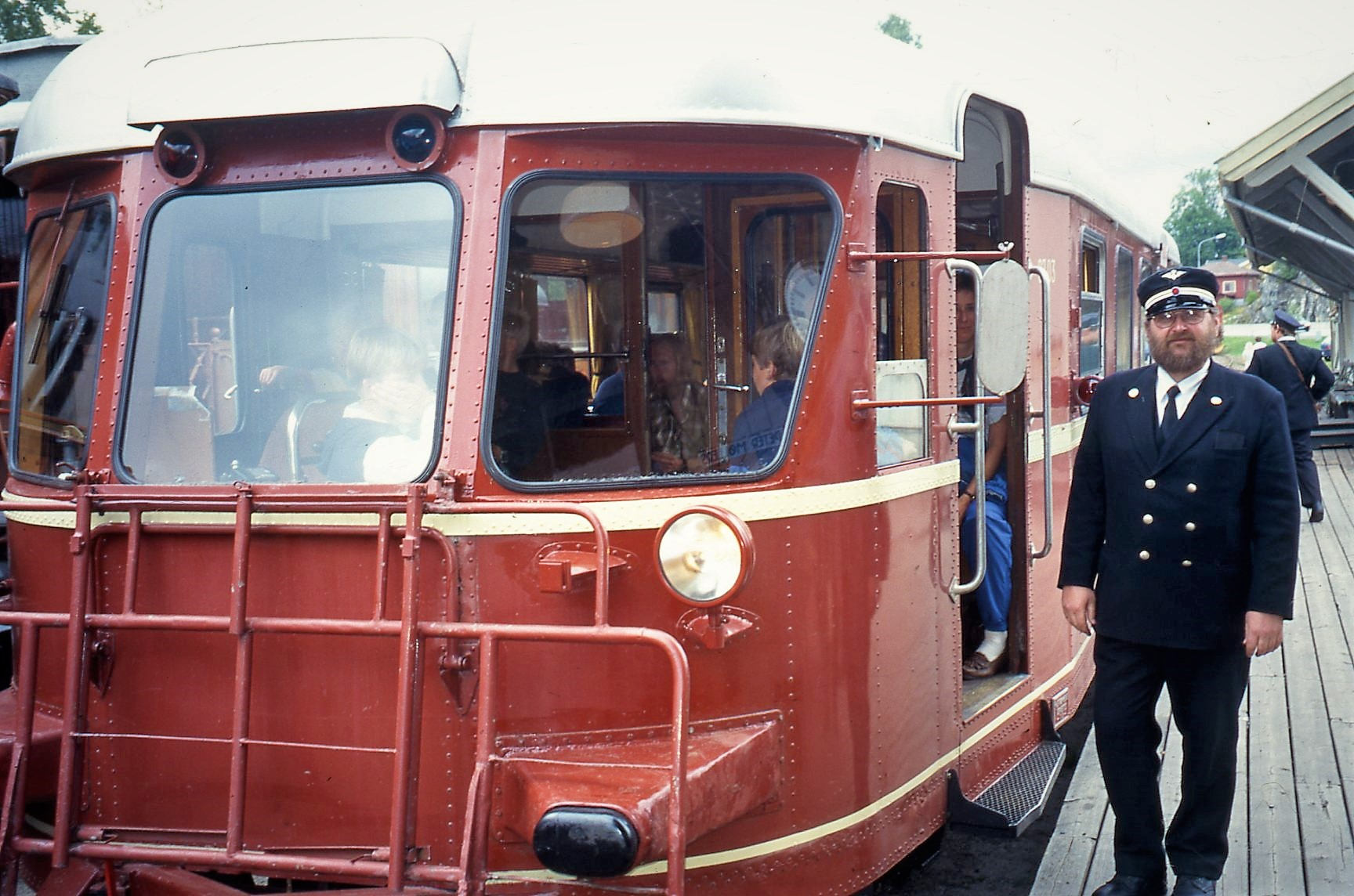
Motorvagn.